# هموگلوبین O
هموگلوبین اُ نوعی هموگلوبین نادر است که در آن مانند هموگلوبین C جایگزینی اسید گلوتامیک با لیزین اتفاق می‌افتد، اما در موقعیت‌های مختلف. از آنجا که جایگزینی اسید آمینه می‌تواند در موقعیت‌های مختلفِ زنجیره β-گلوبینِ(HBB) پروتئین رخ دهد، در هموگلوبین اُ -عرب (O-Arab)جایگزینی در موقعیت ۱۲۱ اتفاق می‌افتد، در حالی که در هموگلوبین اُ- پادووا (O-Padova) جایگزینی در موقعیت ۱۱ است و در هموگلوبین اُ-اندونزی (HbO Ina) این جایگزینی در موقعیت ۱۱۶ است.
هموگلوبین اُ برخلاف سایر انواع هموگلوبین‌ها مانند هموگلوبین اس (HbS) و تالاسمی، حتی در ترکیب با این هموگلوبین‌های غیرمعمول، معمولاً بی‌خطر است. هموگلوبین (O-Padova) با شدیدترین علائم همراه است و در این نوع، در گلبول قرمز و طحال اشکالاتی دیده می‌شود.

## کشف
هموگلوبین اُ- اندونزی اولین (HbO) کشف شده‌است. لیو اینجو لوان انگ (Lie-Injo Luan Eng)در دانشگاه اندونزی در جاکارتا و در ۱۹۵۶، اولین کسی بود که متوجه هموگلوبین غیرطبیعی در میان مردم بوگینزی جزیره سولاوسی در اندونزی شد. همچنین نشان داد که شاخص‌های مختلفی از HbS و HbC تشکیل شده‌اند ولی باعث ایجاد کم‌خونی داسی شکل نمی‌شوند. «اما این گزارش به دلیل نگارش به زبان اندونزیایی توجه خاصی را به خود جلب نکرد.» وی سال گذشته مجدداً مشاهدات خود را در لنست (The Lancet) گزارش کرد.او پس از مشاوره با هرمان لمان در بیمارستان سن بارتولئومی (St Bartholomew's Hospital) در لندن و تی‌اچ‌جی هیوزمن (THJ Huisman) در دانشگاه ایالتی خرونینگن (Groningen) در هلند، و با اجازهٔ بررسی آزمایشی توسط هاروی ایتانو در موسسهٔ فناوری کالیفرنیا، متقاعد شد که کشف وی نوع جدیدی از هموگلوبین است. او همان‌طور که در ۱۹۵۸ در بی‌ام‌جی (مجله پزشکی انگلیس) گزارش کرده بود، عنوان "هموگلوبین بوگینس Buginese X" را به آن داد و چنین نتیجه‌گیری کرد:
همان‌طور که توسط آزمایشگاه‌های مختلف تأیید شده‌است هموگلوبین بوگینز Buginese X با سایر هموگلوبین‌های شناخته شده متفاوت است و باید یک حرف به آن اختصاص یابد. N حرفی بود که اخیراً برای تعیین هموگلوبین Liberian I (در مکاتبه با دکتر جیمز وی. نیل) استفاده شد. تا آنجا که می‌دانیم، حرف O هنوز استفاده نشده‌است و بنابراین Buginese X را باید همگلوبین اُ (Hb O) نامید. دکتر جیمز وی. نیل با این انتخاب موافقت کرد.
همان نوع هموگلوبین در ایران در ۱۹۷۳ یافت شد. مشخص شد که تغییر پروتئین در موقعیت ۱۶ قرار دارد که در آن به جای اسید گلوتامیک، لیزین وجود دارد. در ۱۹۷۸، مورد مشابهی از ایتالیا گزارش شد. در نهایت این هموگلوبین به هموگلوبین اُ -اندونزی نامگذاری شد.
در ۱۹۶۰، یک هموگلوبین متفاوت اما مرتبط از یک پسر ۸ سالهٔ عرب در جسرالزرقاء در اسرائیل پیدا شد. از آنجا که پسر مبتلا به ذات‌الریه شدید و ناهنجاری خون (هموگلوبینوپاتی) از جمله RBCهای داسی‌شکل بود، هموگلوبین وی با HbC و HbS متفاوت بود و به عنوان هموگلوبین اُ (HbO) تعریف شد. در تحقیق از خانوادهٔ این پسر مشخص شد پدرش ناقل هموگلوبین اُ (یعنی Htb / HbO هتروزیگوت) و مادرش ناقل HbS بود. از شش خواهر و برادر، سه نفر فاقد HbO (اگرچه یکی دارای HbS است)، یکی دارای HbO هتروزیگوت بود. پسر و خواهر بزرگتر وی به دلیل ارثی بودن ترکیب HbS / HbO به بیماری کم‌خونی داسی‌شکل مبتلا بودند. بعداً مشخص شد که جایگزینی اسید آمینه در موقعیت ۱۲۱ وجود داشته‌است. این هموگلوبین اکنون به هموگلوبین اُ -عرب (O-Arab) معروف است.
در ۱۹۷۴، هموگلوبین غیرطبیعی دیگری را که آنها هموگلوبین اُ-پادووا (O-Padova) نامیدند از یک زن ایتالیایی در پادووا شناسایی شد. در این هموگلوبین لیزین به جای اسید گلوتامیک در موقعیت ۱۱ قرار گرفته‌است. آن زن به نوعی بیماری خونی پیچیده مبتلا بود. مادر و یکی از دو کودک او هموگلوبین یکسانی را اما بدون هیچ‌گونه علامتی نشان می‌دادند.

## بیماری
هموگلوبین اندونزی اکثراً بی‌ضرر است. اما برخی از افراد ممکن است کم خونی خفیفی را نشان دهند. حتی در شرایط هتروزیگوت مانند هموگلوبین دی HbD، هیچ علامت جدی مشاهده نمی‌شود. با هموگلوبین اس (HbS)، ویژگی خفیف سلول داسی‌شکل وجود دارد، اما هیچ‌گونه علائمی ندارند.
هموگلوبین اُ -عرب (O-Arab) در افراد هتروزیگوت (HbS / HbO) باعث بیماری کم‌خونی داسی‌شکل می‌شود. با این حال، کم خونی علامتی خفیف است و خطرناک نیست. حتی نسبت به شکل هتروزیگوت (HbS / HbA) خفیف‌تر است. یک مورد از رتینوپاتی کم‌خونی داسی‌شکل تا به حال گزارش شده‌است. در شرایط هموزیگوت، با زردی (هایپربیلیروبینمی کونژوگه) و کم خونی خفیف همراه است.
هموگلوبین اُ -پادووا (O-Padova) در شرایط هموزیگوت با ناهنجاری‌های پیچیدهٔ ژنتیکی و فیزیولوژیکی همراه است. در اولین بیمار تشخیص داده شده، آسیب شدید گلبول قرمز (کم خونی دیسری‌تروپوئتیک)، بزرگ شدن طحال (اسپلنومگالی) و گلبول قرمز غیرطبیعی (چند هسته‌ای اریتروبلاستیک ارثی) دیده شد. اما وضعیت هتروزیگوت از نظر بالینی بی‌خطر است.